# Новожилкино
Новожи́лкино — село в Усольском районе Иркутской области. Административный центр Новожилкинского муниципального образования.

## География
Село находится на расстоянии 28 км к югу от рабочего посёлка Белореченский, административного центра района.

## Население
| 2002 | 2010  | 2011  | 2012  |
| ---- | ----- | ----- | ----- |
| 1610 | ↘1596 | ↗1597 | ↗1599 |

## Улицы
| - пер. Ангарский, - ул. Восточная, - ул. Западная, - ул. Кирова, - ул. Комсомольская, - ул. Ленина, - ул. Лесная, - ул. Луговая, - ул. Лыжная, | - ул. Мира, - ул. Мичурина, - ул. Молодёжная, - ул. Нижняя, - ул. Новая, - ул. Новосёлов, - ул. Первомайская, - ул. Победы, - ул. Подгорная, | - ул. Полевая, - ул. Придорожная, - ул. Рабочая, - ул. Раздольная, - ул. Садовая, - ул. Северная, - ул. Сибирская, - ул. Советская, - ул. Совхозная, | - ул. Сосновая, - пер. Спортивный, - ул. Стадионная, - ул. Степная, - ул. Строительная, - пер. Усольский, - ул. Школьная, - ул. Энергетиков, - ул. Юбилейная. |